# Gerhard Hoecke
Gerhard Hoecke (* 18. Juni 1931 in Erfurt; † 26. März 2007 in Magdeburg) war ein deutscher Sportwissenschaftler, Hochschullehrer und Schwimmsportfunktionär.

## Leben
Hoecke arbeitete nach dem bis 1949 andauernden Schulbesuch im Funkwerk Jena. 1950 nahm er ein Studium am Erfurter Institut für Lehrerbildung auf, kurz darauf studierte er an der Friedrich-Schiller-Universität in Jena zunächst zwei Semester lang Physik, ehe er zu den Studienfächern Körpererziehung und Erziehungswissenschaft wechselte. 1954 bestand er das Staatsexamen. Anschließend war er am Institut für Körpererziehung der Uni Jena als wissenschaftlicher Mitarbeiter tätig. 1958 wurde er Lektor für Schwimmsport, nachdem er 1956 bereits kurzfristig in Vertretung die Leitung des Fachgebiets Schwimmen innehatte.
Hoecke wurde die Leitung der Abteilung Theorie und Praxis der Sportarten übertragen. Er schrieb seine 1966 angenommene Doktorarbeit zum Thema „Untersuchungen zur Organisation und Methodik des Anfängerschwimmunterrichts in Ferienkursen“. Hoecke arbeitete in der Zentralen Studienplankommission der Deutschen Demokratischen Republik für die Neufassung der Sportlehrerausbildung im Rahmen der dritten Hochschulreform mit.
Unter seiner Leitung wurde in den 1970er Jahren das Lehrbuch „Theorie und schulmethodische Probleme des Schwimmens“ herausgegeben. Von 1975 bis 1985 hatte Hoecke das Direktorenamt der Sektion Sportwissenschaft an der Friedrich-Schiller-Universität inne, 1980 schloss er seine Habilitation (Thema: „Trainingswissenschaftliche Aspekte im Sportlehrerstudium : theoretische Studien und experimentelle Untersuchungen zu ausgewählten Problemen der Planung, Gestaltung und Kontrolle des sportlichen Lern- und Übungsprozesses“) ab und wurde anschließend zum außerplanmäßigen Professor ernannt. 1994 ging er in den Ruhestand.
Auf Funktionärsebene engagierte sich Hoecke national und international, er gehörte dem Technischen Komitee der Europäischen Schwimmliga (LEN) und des Schwimmweltverbandes (FINA) an und nahm als Kampfrichter an den Olympischen Sommerspielen 1976, 1980, 1984, 1988 und 1992 teil. Nach dem Ende der DDR war Hoecke Gründungspräsident des Thüringer Schwimmverbandes und ab 1991 Vizepräsident des Deutschen Schwimmverbandes (DSV). Dass er ein hohes Amt beim DSV übernahm, wurde von der westdeutschen Sportpolitik kritisiert.